# 苏格兰电视
蘇格蘭電視主要由英國境內的電視廣播機構所組成，但不同時期內的區域差異則是蘇格蘭地區所特有的。英國廣播公司（BBC1）和獨立電視公司（ITV）都於1950年代在蘇格蘭地區開播。隨著格蘭扁電視台、國界電視台、BBC電視二台等頻道於1960年代進駐蘇格蘭，英國電視在蘇格蘭地區得到進一步擴張。
從那以後，蘇格蘭電視服務商的發展經歷基本與英國大體上相似。地面電視可以通過地面數碼電視平台Freeview及其他頻道收看；維珍媒體為蘇格蘭部分地區提供有線電視服務；天空英國則為該地區提供衛星電視服務；而IPTV服務則主要由BT電視和TalkTalk電視提供。

## 發展歷史
蘇格蘭地區的電視信號傳輸始於1952年3月14日，當時英國唯一一家全國級廣播公司——英國廣播公司開始使用405線電視系統從克雷科歐肖特茨的電視發射機進行信號廣播。BBC電視一台這些早期傳送的節目並未為蘇格蘭製作單獨的內容，而是幾乎全部採用倫敦本地製作的版本；只在非常偶然的情況下會使用外部廣播機構所製作的面向蘇格蘭的節目內容。隨著時間的推移，在蘇格蘭地區播出的BBC電視服務積累了一些可以從英國聯播網內“選擇排除”的權力。而在獨立電視網的節目信號進入蘇格蘭家庭之後，BBC終於推出了仍然相對有限獨立的BBC蘇格蘭電視服務。
獨立電視聯播網的蘇格蘭電視台（STV）於1957年8月31日開始播出，其主要面向蘇格蘭中部地區廣播。獨立電視聯播網位於蘇格蘭地區的另一個電視台格蘭扁電視在1961年9月30日開播，其主要面向蘇格蘭北部地區廣播。總部位於卡萊爾的國界電視在1961年9月1日開播，其廣播地區主要是英蘇國界地區（後來也包括曼島）。
BBC電視二台在1966年正式面向蘇格蘭廣播，這是在其於倫敦開播的兩年後。
最初，BBC電視二台通過黑山發射站的625線CCIR I型系統進行黑白電視信號廣播。1967年，當BBC電視二台的電視信號升級為PAL制式彩色電視廣播時，蘇格蘭也同步進行了升級。而BBC電視一台的全國節目雖然已經升級為彩色電視，但在蘇格蘭播出的地方版本卻依然是黑白電視。獨立電視聯播網的電視廣播信號在1969年12月轉為彩色電視信號，而位於格拉斯哥的BBC瑪麗女王車道工作室“A”則緊隨其後進行了系統升級，成為BBC眾地方工作室中第一個升級為彩色廣播系統的。

## 蘇格蘭電視名人
| - 傑姬·伯德 - 安德烈婭·布萊默 - 羅娜·道格爾 - 約翰·麥凱 - 諾曼·麥克勞德 | - 薩莉·瑪格努松 - 勞娜·米勒 - 伊恩·佩恩 - 伯納德·彭森比 - 潘·勞伊爾 |